# Râul Cârgrea
Râul Cârgrea este un curs de apă, afluent al Cungrea. 